# Почему у льва большая грива?
«Почему у льва большая грива?» — советский короткометражный рисованный мультфильм, снятый по стихотворению Эммы Мошковской.
Первый из трёх сюжетов мультипликационного альманаха «Весёлая карусель» № 8.

## Сюжет
Мультфильм повествует о том, как заросший лев пришёл на стрижку к парикмахеру-журавлю и тот остриг его почти догола, оставив только лохматую гриву.
И львы с тех пор обижены — наполовину стрижены.

## Съёмочная группа
| Автор сценария       | Эмма Мошковская                                         |
| Режиссёры            | Наталия Богомолова, Ольга Орлова                        |
| Художник-постановщик | Наталия Богомолова                                      |
| Композитор           | Михаил Меерович                                         |
| Оператор             | Светлана Кощеева                                        |
| Роли озвучивали:     | - Юрий Волынцев — все роли - Вячеслав Богачёв — Журавль |